# Канал 2001
Канал 2001 е бивш български телевизионен канал.
Стартира през 2000 г. под името София Кабел 2001, в мрежата на оператора София Кабел. През октомври 2000 г. е преименуван на „Канал 2001“ под мотото „Различната телевизия“. През 2005 г. каналът е преименуван на „Здраве ТВ“.

## Програма
Програмата на канала търси и показва всички човешки дарби в различни области, феномените и тайните в природата и космоса, като предоставя повече гледни точки - от невероятни хипотези на очевидци до научно доказани явления. Каналът излъчва и предавания за наука, образование, култура и изкуство, но е запомнен главно с предаванията на ясновидци и гадатели, „лекуващи“ на живо по телевизията.

## Предавания
- Площадът с Пламен Анакиев
- На добър час с Мая Илиева
- По ноти с Вяра Грънчарова
- Векът на Михаил Топалов
- В тъмното с Дана и Юлия
- 60 минути с Боби Цанков
- Гадателю, кажи ми
- Галерия 2001
- Отвъд познатото
- Равнобудник
- Дами канят
- Кристалите
- Резонанс
- Очи в очи
- Любимци
- Огнище
- Руска рулетка
- Пулс
- Стоп
- Откровени мигове
- Нещо свежо
- Нещата от живота
- Чудесата в нас